# مارکو بوده
مارکو بوده (به آلمانی: Marco Bode) بازیکن فوتبال و هافبک اهل آلمان است که از سال ۱۹۹۵ میلادی عضو تیم ملی فوتبال آلمان بوده‌است. وی در ۴۰ بازی ملی حضور داشته است و آخرین بازی ملی خود را در سال ۲۰۰۲ میلادی انجام داد. مارکو بوده در بازی‌های ملی‌اش ۹ گل به ثمر رساند.